# هیولا در دانشکده
هیولا در دانشکده (انگلیسی: Monster on the Campus) یک فیلم آمریکایی فیلم تخیلی ترسناک محصول سال ۱۹۵۸ به کارگردانی جک آرنولد می‌باشد. آرتور فرانتس و جوانا مور در این فیلم ایفای نقش کرده‌اند. این فیلم ۷۷ دقیقه ای توسط یونیورسال پیکچرز منتشر شد.